# São Miguel dos Milagres
São Miguel dos Milagres is een gemeente in de Braziliaanse deelstaat Alagoas. De gemeente telt 7.601 inwoners (schatting 2009).